# Талочи (Ријети)
Талочи је насеље у Италији у округу Ријети, региону Лацио.
Према процени из 2011. у насељу је живело 827 становника. Насеље се налази на надморској висини од 125 м.